# ミゲル・デ・ラ・マドリ・ウルタード
ミゲル・デ・ラ・マドリ・ウルタード （スペイン語: Miguel de la Madrid Hurtado, 1934年12月12日 - 2012年4月1日）は、メキシコの政治家。1982年から1988年までメキシコ大統領をつとめた。

## プロフィール

### 生い立ち
1934年12月12日、コリマ州の州都コリマで生まれる。メキシコシティに移り、初等・中等教育を受けたあと、1957年メキシコ国立自治大学を卒業。『1857年憲法における経済思想』で法学士号を取得する。

### 官僚
1953年、メキシコ国立外国貿易銀行に入り、法務部門で勤務した。1960年弁護士となる。メキシコ銀行（中央銀行）経営顧問となる。
1963年、制度的革命党（PRI）に入党。1964年から1965年までアメリカ・ハーバード大学ケネディ・スクールに留学し、行政学修士号を取得した。帰国し、大蔵省に入省。大蔵省信用部副部長となる。
1970年にメキシコ石油公社に移り、財務部副部長をつとめる。1972年大蔵省に復帰し、信用部長を経て1975年10月大蔵次官に就任する。1979年5月、企画予算相に就任。有能なテクノクラートとしてメキシコの経済・財政に辣腕を振るう。

### 大統領
ホセ・ロペス・ポルティーヨ大統領の任期切れに伴い、与党制度的革命党の大統領候補となる。1982年12月1日に大統領に就任。1986年にメキシコ大地震が起きた中指導力を発揮したが、麻薬対策は行わず、メキシコ麻薬戦争の激化を招いた。
1987年11月にメキシコシティに開業したホテル･ニッコー･メヒコに、ファミリー企業が51%出資した。1988年にカルロス・サリナス・デ・ゴルタリが次期大統領職に選出されたことを受けて辞任。

### 死去
2012年4月1日、死去。肺気腫を患い、3か月間入院していたという。77歳没。